# Ja, ik wil!
Ja, ik wil! is een Nederlandse speelfilm die op 12 oktober 2015 in de Nederlandse bioscopen in première ging. De romantische komedie is geschreven door Elle van Rijn en werd geregisseerd door Kees van Nieuwkerk. Het is een bewerking van de Spaanse film Tres bodas de más uit 2013.
Na vijf dagen in de bioscoop werd de film bekroond met een Gouden Film voor het behalen van 100.000 bezoekers.

## Verhaal
Biologe Roos (Elise Schaap) wordt continu uitgenodigd voor de bruiloften van haar exen en vrienden, maar heeft zelf geen geluk in de liefde. Na een mislukte relatie met Pieter (Jeroen Spitzenberger) heeft ze een heftige nacht met Timo (Manuel Broekman), maar iets vast wil niet lukken.
Roos onderzoekt het gedrag van kreeften en krijgt op een dag een stagiair, Daan (Martijn Lakemeier). Haar collega's zijn gelijk gecharmeerd, maar Roos vindt hem vooral erg jong. Wanneer ze weer wordt uitgenodigd voor een bruiloft van een ex, vraagt ze, bij gebrek aan beter, Daan mee. Op deze bruiloft laat ze hem links liggen wanneer ze tv-dokter Jacob (Thijs Römer) ontmoet. Met hem krijgt ze een passievolle relatie.
Wanneer haar beste vriend Sam (Thomas Cammaert) trouwt, kan Jacob niet met haar mee, waardoor opnieuw Daan meegaat. Roos heeft niet door dat Daan in haar wel meer ziet dan alleen zijn stagebegeleider. Op de bruiloft van Sam loopt ze Jacob alsnog tegen het lijf, samen met zijn vrouw Lisa (Yvon Jaspers). Roos voelt zich bedrogen, maar houdt er uiteindelijk wel een affaire met hem op na.
Wanneer ze samen met Jacob opnieuw naar een bruiloft van een ex, Pieter, gaat, beseft ze opeens wat ze al die tijd heeft laten lopen. Ze houdt een preek tegenover de hele zaal en dumpt Jacob. Ze haast zich naar het huis van Daan en verklaart hem de liefde.

## Rolverdeling
| Acteur               | Personage       |
| -------------------- | --------------- |
| Elise Schaap         | Roos            |
| Martijn Lakemeier    | Daan            |
| Thijs Römer          | Jacob           |
| Jeroen Spitzenberger | Pieter          |
| Thomas Cammaert      | Sam             |
| Raymonde de Kuyper   | Rita            |
| Manuel Broekman      | Timo            |
| Yvon Jaspers         | Lisa            |
| Sven Bijma           | Marten          |
| Nhung Dam            | Patricia        |
| Lisa Groothof        | Esmee           |
| Loes Haverkort       | Sarah           |
| Jan Hulst            | Freek           |
| Nadja Hüpscher       | Saskia          |
| Mike Libanon         | Yogi            |
| Viggo Waas           | Godfried        |
| Jon Karthaus         | ober            |
| Geert Lageveen       | burgemeester    |
| Marieke Westenenk    | knappe blondine |